# Ityphilus guianensis
Ityphilus guianensis är en mångfotingart som beskrevs av Chamberlin 1921. Ityphilus guianensis ingår i släktet Ityphilus och familjen Ballophilidae.
Artens utbredningsområde är Guyana. Inga underarter finns listade i Catalogue of Life.